# توم سيمز
توم سيمز (بالإنجليزية: Tom Sims)‏ هو مخترع ‏ ورائد أعمال أمريكي، ولد في 6 ديسمبر 1950 في لوس أنجلوس في الولايات المتحدة، وتوفي في 12 سبتمبر 2012 في سانتا باربارا في الولايات المتحدة بسبب توقف القلب.